# Eurovision Young Dancers 1997
Der 7. Eurovision Young Dancers fand am 11. Juni 1997 im Teatr Muzyczny, in Gdynia in Polen statt. Ausrichter war TVP, welches erstmals mit der Austragung eines Eurovision Young Dancers beauftragt wurde.
Sieger wurde der spanische Tänzer Antonio Carmena San José mit dem Tanz Angelitos Locos. Es war der bereits fünfte Sieg von Spanien im Wettbewerb und der vierte in Folge. Damit hält Spanien bis heute einen Rekord. Schließlich konnte kein anderes Land eine Eurovision-Veranstaltung vier Mal in Folge gewinnen. Platz 2 belegte der belgische Tänzer Alain Honorez, während Platz 3 vom schwedischen Tänzer Tim Matiakis belegt wurde. Damit bestand die Top 3 aus den gleichen Ländern wie bereits 1995.

## Austragungsort
Als Austragungsort wählte TVP das Teatr Muzyczny in Gdynia aus. Es war allerdings das erste Mal, dass Polen einen EYD austrug. Es war allerdings bereits die zweite Eurovision-Veranstaltung die Polen ausrichte, nachdem das Land bereits 1994 den Wettbewerb Eurovision Young Musicians ausrichtete.

## Format
Auftreten konnten Tänzer zwischen 16 und 21 Jahren. Es konnten allerdings lediglich Solotänzer oder Paare antreten. Es gab erneut ein Halbfinale, da die Teilnehmeranzahl ansonsten den zeitlichen Rahmen sprengen würde. Dort traten alle 13 Teilnehmer gegeneinander an, wovon sich allerdings lediglich sieben für das Finale qualifizierten. Es gab auch weiterhin eine professionelle Jury, allerdings vergab diese wieder Platz 1 bis 3. Vorsitzende der Jury war die russische Tänzerin und Choreografin Maja Michailowna Plissezkaja. Die weiteren Jurymitglieder waren folgende:
- Paola Cantalupo
- Gigi Gheorghe Caciuleanu
- Katarzyna Gdaniec
- Uwe Scholz
- Heinz Spoerli
- Gösta Svalberg

### Moderation
Als Moderatoren fungierten im Halbfinale die polnische Moderatorin und Schauspielerin Grażyna Torbicka und der polnische Moderator und Journalist Bogusław Kaczyński. Auch im Finale war Grażyna Torbicka Teil der Moderation, ihr Partner dagegen war allerdings der Moderator Henk van der Meulen. Es war das erste Mal in der Geschichte eines Eurovision-Wettbewerbes, dass nicht alle Sendungen von den gleichen Moderatoren präsentiert wurden. Ansonsten gab es einen solchen Fall auch nur noch beim Eurovision Song Contest 2009.

## Teilnehmer

Länder, die 1997 teilgenommen haben
Länder, die bereits im Halbfinale ausgeschieden sind
Länder, die in der Vergangenheit teilgenommen haben, jedoch nicht 1997

Insgesamt 13 Länder nahmen am Eurovision Young Dancers 1997 teil und damit zwei weniger als noch 1995. Schließlich zogen sich Frankreich, Norwegen, Österreich, Russland und die Schweiz vom Wettbewerb zurück. Dafür kehrte allerdings Estland nach vier Jahren Pause wieder zum Wettbewerb zurück. Als Debütanten traten 1997 Lettland sowie die Slowakei in Erscheinung.

### Wiederkehrende Teilnehmer
Die zypriotische Teilnehmerin Carolina Constantinou nahm bereits 1995 für Zyperns teil, erreichte allerdings nicht das Finale. Damit ist sie die zweite Teilnehmerin im Wettbewerb, die mehr als ein Mal teilnahm. Zypern schickte bereits mit Hélène O’Keefe 1989 und 1991 eine Teilnehmerin zwei Mal.
| Land   | Teilnehmer            | Vorheriges Teilnahmejahr |
| ------ | --------------------- | ------------------------ |
| Zypern | Carolina Constantinou | 1995                     |

## Halbfinale
Das Halbfinale 1997 fand am 11. Juni statt und somit sechs Tage vor dem Finale. Folgende Länder schieden bereits im Halbfinale aus:
| Land         | Teilnehmer           | Tanz Choreografie (C)                           |
| ------------ | -------------------- | ----------------------------------------------- |
| Deutschland  | Valentina Scaglia    | Le Conservatoir C: H.S. Paulli, A. Bournonville |
| Estland      | Mari Savitski        | Don Quixote: Quitry Variations C: M. Petipa     |
| Griechenland | Nefeli Markaki       | Pas de deux C: G. Balanchine                    |
| Slowenien    | Ana Klasnja          | Pas de deux C: G. Balanchine                    |
| Ungarn       | Gabor Kapin          | La Sylphide C: A. Bournonville                  |
| Zypern       | Carolina Constadinou | La Bayadère C: M. Petipa                        |

## Finale
Sieben Länder traten jeweils gegeneinander an. Lediglich die ersten drei Plätze wurden bekanntgegeben.
| Platz | Startnr. | Land              | Teilnehmer                                    | Tanz Choreografie (C)                                   |
| ----- | -------- | ----------------- | --------------------------------------------- | ------------------------------------------------------- |
| 1.    | 7        | Spanien           | Antonio Carmena San José                      | Angelitos Locos C: J.C. Santamaría                      |
| 2.    | 1        | Belgien           | Alain Honorez                                 | The Sleeping Beauty C: M. Petipa                        |
| 3.    | 3        | Schweden          | Tim Matiakis                                  | Paquita C: M. Petipa                                    |
| –     | 2        | Lettland          | Viktorija Jansone                             | Sleeping Beauty: Aurora's variation C: M. Petipa        |
| –     | 4        | Finnland          | Salla Suominen                                | Romeo and Juliet: Juliet's variation C: E. Sylvestersen |
| –     | 5        | Slowakei          | Roman Lazik                                   | La Sylphide C: A. Bournonville                          |
| –     | 6        | Polen (Gastgeber) | Magdalena Dzięgielewska & Bartosz Anczykowski | Paquita – Grand pas de deux C: F. Capouste              |

## Übertragung
Insgesamt 17 Fernsehanstalten übertrugen die Veranstaltung:
| Land                      | Sender              |
| Teilnehmende Länder       | Teilnehmende Länder |
| ------------------------- | ------------------- |
| Belgien                   | BRTN, RTBF          |
| Deutschland               | ZDF                 |
| Estland                   | ERR                 |
| Finnland                  | YLE                 |
| Griechenland              | ERT                 |
| Lettland                  | LTV                 |
| Polen                     | TVP                 |
| Schweden                  | SVT1                |
| Slowakei                  | STV                 |
| Slowenien                 | RTV SLO             |
| Spanien                   | RTVE                |
| Ungarn                    | MTV                 |
| Zypern                    | CyBC                |
| Nicht teilnehmende Länder |                     |
| Frankreich                | France 3            |
| Irland                    | RTÉ                 |
| Norwegen                  | NRK                 |
| Schweiz                   | SRG SSR             |